# Mara Cagol
Margherita Cagol, conosciuta anche con il nome di battaglia "Mara" (Trento, 8 aprile 1945 – Melazzo, 5 giugno 1975), è stata una terrorista italiana, tra i fondatori, assieme al marito Renato Curcio e ad Alberto Franceschini, delle Brigate Rosse.
Fu tra i principali dirigenti del gruppo armato di estrema sinistra, impegnandosi con determinazione per sviluppare la lotta armata in Italia. Partecipò al sequestro del magistrato Mario Sossi e guidò con successo l'assalto al carcere di Casale Monferrato (AL) per liberare Curcio che vi era detenuto.
Il 5 giugno 1975 rimase uccisa nel corso di uno scontro a fuoco coi carabinieri, con armi automatiche e bombe a mano, avvenuto nella cascina Spiotta d'Arzello, dov'era stato nascosto l'industriale Vittorio Vallarino Gancia, sequestrato il giorno precedente da un nucleo brigatista. La morte di Margherita Cagol segnò fortemente le Brigate Rosse e, per le sue circostanze ritenute non del tutto chiare, favorì un'accentuazione della radicalità e della violenza dell'azione del gruppo armato.

## Biografia
Margherita Cagol nacque nella frazione di Sardagna a Trento in una famiglia della piccola borghesia. La madre era una farmacista, il padre Carlo gestiva una profumeria “La casa del sapone”  a Trento. Aveva due sorelle, Milena e Lucia, e ricevette un'educazione cattolica (Trento è una città di lunga tradizione cattolica). Dopo aver conseguito con buoni voti il diploma in ragioneria e quello in chitarra classica al conservatorio, nel 1964 si iscrisse alla facoltà di scienze sociali di Trento.

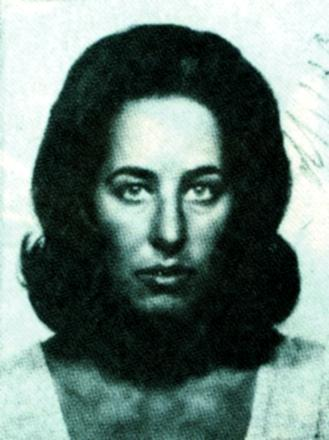
Foto dal documento d'identità falso di Margherita Cagol, intestato a "Vera Perini"

### Anni dell'Università e primo impegno politico

Mara Cagol ed il marito Renato Curcio

Presto entrò a far parte del movimento degli studenti a Trento, dove conobbe Renato Curcio, ideologo e futuro fondatore delle Brigate Rosse, al quale si legò sentimentalmente.
Dal 1967 Curcio e il suo gruppo collaboravano con la rivista Lavoro Politico, che pubblicò solo nove numeri ma divenne un punto di riferimento per la sinistra extraparlamentare italiana d'ispirazione marxista-leninista. La redazione della rivista entrò poi nel Partito Comunista d'Italia d'ispirazione maoista. Anche Margherita Cagol collaborò alla rivista: «Il nostro giornale in questo momento in Italia è il periodico di sinistra più letto e maggiormente influente (tiriamo 5 000 copie!). Ogni decisione è quindi della massima importanza», scrisse in una lettera. Condusse ricerche minuziose, come quella sulle condizioni dei contadini del Trentino, che servirono all'elaborazione teorica del gruppo.
Nel 1969 si laureò con una tesi sulla Qualificazione della forza lavoro nelle fasi dello sviluppo capitalistico, in cui discusse i Grundrisse di Karl Marx. Il relatore era Francesco Alberoni. Le cronache narrano che, conclusa la discussione, alzò il braccio sinistro con il pugno chiuso. La votazione fu di 110 e lode e le offrirono di svolgere un corso biennale di sociologia all'Umanitaria di Milano, dietro compenso di una borsa di studio. Il 1º agosto 1969 si sposò con Renato Curcio nel santuario di San Romedio in Val di Non, e con lui si trasferì in seguito a Milano. L'8 settembre 1969 Margherita Cagol, Curcio e altri fondarono il Collettivo Politico Metropolitano (CPM). È questo il periodo in cui vengono introdotti nelle fabbriche e in cui conobbero i giovani che avrebbero fatto parte delle future Brigate Rosse.

### Fondazione delle Brigate Rosse
Nel 1970 fondò, insieme a Curcio e Alberto Franceschini, dopo i convegni di Chiavari e Pecorile, quelle che divennero poi le Brigate Rosse. Ricorda Curcio: "Che lei (Margherita Cagol, N.d.A.) abbia voluto l'organizzazione armata quanto me, se non più di me, è un fatto". Cagol e Curcio vennero fermati durante un'occupazione di case a Quarto Oggiaro (Milano) e questo fermo fu seguito da una prima perquisizione nel loro appartamento: i poliziotti non trovarono nulla, ma il fatto rimbalzò alla Mondadori, dove lavorava Curcio, che perse il lavoro. Da quel momento entrarono in clandestinità. Se si eccettua un breve fermo nel marzo 1972 dopo la morte di Feltrinelli (venne rilasciata dopo un interrogatorio di rito), di lei si persero le tracce.

### Attività brigatista

Cagol all'Università di Trento

La storia di Margherita Cagol, ormai la "compagna Mara", divenne la storia delle BR: era una "capocolonna", che organizzava e partecipava a tutte le più importanti azioni delle Brigate Rosse. Nell'estate del 1972 "Mara" e Curcio, in clandestinità, si trasferirono a Torino, cominciando la penetrazione delle Brigate Rosse alla FIAT. Andarono a vivere nell'Istituto Santo Natale in corso Francia 166, sede della Congregazione delle Suore del Santo Natale.

Nella primavera del 1974 Cagol organizzò, diresse e partecipò al rapimento del giudice Mario Sossi, conclusosi con la liberazione dell'ostaggio dopo oltre un mese di prigionia. L'8 settembre 1974 Curcio e Franceschini vennero arrestati. Poco dopo Mara scrisse ai genitori:
(Margherita Cagol)
Le Brigate Rosse, e Mara Cagol per prima, cominciarono a organizzare un piano per far evadere Curcio, rinchiuso nel carcere di Casale Monferrato. Nel pomeriggio del 18 febbraio 1975 Margherita Cagol guidò il nucleo armato brigatista di cinque militanti, tra cui Mario Moretti, Rocco Micaletto e Pierluigi Zuffada, che fece irruzione nel carcere e riuscì a far fuggire Curcio.

### Morte

Una foto di Margherita Cagol

Nell'aprile del 1975 Cagol, Curcio e Moretti decisero di attuare un sequestro di persona per autofinanziarsi. Il 4 giugno l'industriale Vittorio Vallarino Gancia fu rapito e trasportato alla cascina Spiotta, in località Arzello nel comune di Melazzo, sulle colline di Acqui Terme (AL). Margherita Cagol rimase a sorvegliare Gancia, insieme con un altro brigatista, anni dopo identificato in Lauro Azzolini.
La mattina del 5 giugno una pattuglia di quattro carabinieri, in perlustrazione sulle colline di Arzello, giunse alla cascina Spiotta. I due terroristi tesero una imboscata ai carabinieri e, quando questi si avvicinano alla porta, lanciarono una bomba a mano che prese in pieno il tenente Umberto Rocca, che perse un braccio e un occhio, mentre il maresciallo Rosario Cattafi, investito dalle schegge, rimase ferito. I due terroristi uscirono dalla casa sparando; nel conflitto a fuoco rimase ucciso l'appuntato Giovanni D'Alfonso, morto in ospedale dopo alcuni giorni di agonia, colpito secondo le testimonianze dei colleghi dalla Cagol stessa. I due terroristi riuscirono a raggiungere una loro auto, la misero in moto ma si scontrarono con un'auto dei carabinieri posteggiata in mezzo alla strada. Finsero di arrendersi ma ripresero a sparare: nel conflitto a fuoco Margherita Cagol rimase uccisa per i numerosi colpi d'arma da fuoco. L'unico a rimanere illeso tra i carabinieri fu l'appuntato Pietro Barberis, mentre l'altro dei due brigatisti, rimasto sconosciuto, riuscì a fuggire verso il bosco. Secondo i brigatisti, il fuggitivo avrebbe poi raccontato di aver sentito un ulteriore sparo dopo lo scontro a fuoco, e in seguito a questo racconto le BR hanno insinuato il dubbio di un'uccisione a freddo, ma non esistono conferme di tutto ciò.

Il corpo di Margherita Cagol disteso sui prati intorno alla cascina Spiotta, dopo l'uccisione nel conflitto a fuoco

Nel referto dell'autopsia, eseguita dal professor Athos La Cavera, si legge: "Ferita da arma da fuoco con caratteri di entrata alla regione mediale del cavo ascellare sinistro con alone ecchimotico circostante e ferita da arma da fuoco con i caratteri di uscita sulla linea ascellare posteriore destra pressoché orizzontale rispetto al foro di entrata". I risultati dell'autopsia concludono che fu colpita sulla parte sinistra del petto con fuoriuscita del proiettile nella parte destra della schiena. Le BR emisero un comunicato celebrativo:
Margherita Cagol fu tumulata nel cimitero di Trento.
Il procedimento penale per il sequestro dell'imprenditore Vallerino Gancia e il conflitto a fuoco nella cascina spiotta è stato riaperto su richiesta del figlio dell'appuntato dei carabinieri che rimase ucciso. È in corso presso il Tribunale di Alessandria il procedimento penale relativo alla vicenda.

### Commando RAF
Un commando della Rote Armee Fraktion, attivo in azioni terroristiche, fu intitolato a suo nome.

## Riferimenti culturali
- Il gruppo musicale Yo Yo Mundi ha dedicato una canzone a Margherita Cagol, intitolata Chi ha portato quei fiori per Mara Cagol?
- Anche il cantante Moltheni le ha dedicato un brano strumentale, Gli occhi di Mara Cagol, all'inizio del suo album Splendore terrore.
- Umberto Eco afferma che, una volta scoperto che la moglie di fra Dolcino (Margherita Boninsegna), anch'essa trentina, aveva lo stesso nome di Margherita Cagol ed era morta in condizioni analoghe, l'ha espressamente citata nel suo romanzo Il nome della rosa come «strizzata d'occhio» al lettore[18].
- La protagonista del romanzo Gli anni al contrario della scrittrice Nadia Terranova si chiama Mara: «Aurora e Giovanni avevano deciso che si sarebbe chiamata Mara. Come La ragazza di Bube, aveva detto Aurora. Come Margherita Cagol, aveva aggiunto Giovanni».